# 상상오락관
상상오락관은 2011년 1월 8일부터 2011년 5월 28일까지 방송된 KBS 1TV의 예능 프로그램이다.

## 기획 의도
10대 이하부터 60대 이상까지의 세대별 소모임의 특별한 생각을 알아보는 프로그램.

## 역대 규칙

### 초기 규칙
고정 팀과 게스트 팀들이 대결을 펼치는 형식이다.
- 1라운드 : 세대별 리서치 퀴즈 - 9개의 세대별로 조사해서 나온 리서치 퀴즈로 대결을 펼치며, 문제 우선권을 가진 팀이 선택을 먼저 한다. 100초 동안 팀별 상의 후, 부저를 눌러서 정답을 맞히게 되면 점수 획득과 함께 다음 제시어를 선택할 수 있다.
- 전반기 2라운드 : 모션 스피드 게임 - 말 그대로 한 팀원이 동작으로만 표현해서 다른 팀원들이 맞히는 형식이다.
- 후반기 2라운드 : 어느 한 질문에 있는 10개의 대답을 맞히는 형식으로 각 팀당 한 명씩 번갈아 가며 답을 한다. (오답을 말할 경우 다른 팀원들이 벌칙을 받는다), 가장 많이 맞힌 팀이 우승팀으로 등극한다.

### 후기 규칙
어느 한 연예인의 가족을 찾는 형식으로 증인들의 대답과 MC들의 힌트를 통해 출연진들이 한 연예인의 진짜 가족을 찾아내는 게임이다.

## 동일 소재 프로그램
- 우리말 겨루기 (KBS 교양운영팀 제작)
- 가족오락관, 옥탑방의 문제아들 (KBS 예능운영팀 제작)
- 동물의 왕국, 동물의 세계, 동물극장 단짝 (KBS 1TV)
- 주주클럽, 슈퍼독, 단짝, 은밀하고 위대한 동물의 사생활, 개는 훌륭하다, 동물은 훌륭하다, 나는 아픈 개와 산다, 펫 비타민 (KBS 2TV)
- 동물일기, 야옹멍멍 귀여워, 세상에 나쁜 개는 없다, 고양이를 부탁해, 아기 동물 귀여워, 펫하트, 극한 직업 (EBS 1TV)
- 세계의 비밀 수호대 번개맨 (EBS 2TV)
- 타타와 쿠마 (EBS·5BRICKS 공동 제작)
- 와우! 동물천하, 애니멀즈, 하하랜드, 오래봐도 예쁘다, 2020 추석특집 아이돌 멍멍 선수권대회, 심장이 뛴다 38.5 (MBC TV)
- TV 동물농장, 어쩌다 마주친 그 개, 펫미픽미, 푸바오와 할부지, 생활의 달인, 더솔져스, 검은 양 게임 (SBS TV)
- 마리와 나, 그랜드 부다개스트, 우리집 막내극장 (JTBC)
- 기막힌 동물원, 우리집에 해피가 왔다 (MBN)
- 동고동락, 개먼드라마 파트라슈 (TV조선)
- 대화가 필요한 개냥, 냐옹은 페이크다, 캣츠 앤 독스, 슬기로운 의사생활, 슬기로운 의사생활 시즌2, 해치지 않아, 해치지 않아 X 스우파, 슈퍼액션 (tvN)
- 펫토리얼리스트 (온스타일)
- 이 주의 책 (cpbc FM)
- 개별방송, 식빵 굽는 고양이, 잘살아보시개, 오 마이 펫, 여자친구! 강아지를 부탁해, 펫 닥터스 (skyPetpark)
- 상상고양이 (MBC 에브리원)
- 달려라 댕댕이 (MBC 에브리원, MBC 스포츠플러스 공동 제작)
- 펫츠고! 댕댕트립 (SBS 플러스)
- 소나무의 펫하우스 (SBS M)
- 라디오 북클럽, 주말하이킥 이윤석입니다 (MBC 표준FM)
- 개밥 주는 남자, 너는 내 운명, 서민갑부 (채널A)
- 천재! 시무라 동물원 (日 NTV)
- 도그 위스퍼러 (美 NGC채널)
- 지옥에서 온 고양이 (美 애니멀 플래닛)
- 개과천선 아메리카 (영국 채널 4, Sky One)